# Мойва
Мойва, или уёк (лат. Mallotus villosus) — морская лучепёрая рыба семейства корюшковых (Osmeridae).

## Этимология
Наименование рыбы восходит к прибалтийско-финскому источнику — ср. фин. maiva (ряпушка (Coregonus albula), мелкая рыба, малёк, наживная рыбка), фин. maima (небольшая рыба, используемая как наживка), карел. maima (наживка, малёк, мелкая рыба), вепс. maim (небольшая высушенная рыба, мелкая рыба), эст. maima (малёк), лив.-карел. maimu (сушёная мелкая рыба, сущик, мелкая рыбёшка), люд. maim (малёк, мелкая рыба (живая или сушёная), наживная рыбка). В русском языке название «мойва» впервые употребляется в 1500 г.
К фин. maiva восходит рус. маймуха.

## Описание
Длина тела до 25 см, масса до 52 г, максимальная продолжительность жизни 10 лет. У мойвы очень мелкая чешуя и мелкие зубы. Спина оливково-зеленоватая, бока и брюхо серебристые. Самцы отличаются наличием на боках полоски чешуек, на каждой из которых присутствует подобие ворса.
Мойва распространена почти кругополярно, в Арктике и северных частях Атлантического и Тихого океанов. Встречается: в Северной Атлантике — Баренцево море до о. Медвежьего, Норвежское море до Шпицбергена, побережье Гренландии (до 74° с. ш.) и от Гудзонова залива до залива Мэн (США); на севере Тихого океана — до Кореи и о. Ванкувер (Канада).  о.Сахалин, Россия.
Некоторые авторы выделяют в составе вида подвиды: собственно мойва Mallotus villosos villosus Müller, 1776 и тихоокеанская мойва Mallotus villosus catervarius Pennatt, 1784.

## Биология
Стайная пелагическая рыба; питается планктонными ракообразными, составляя серьёзную конкуренцию сельди и молоди лососей.
Мойва — чисто морской вид, живёт в открытом море, в верхних слоях воды (до 300 м, реже 700 м). К берегам подходит только в период нереста, порой заходя даже в эстуарии рек.
Перед размножением мойва собирается в огромные косяки, которые начинают подходить к берегам. В разных частях ареала она нерестится в разное время, с весны по осень. За косяками мойвы, идущими на нерест, следуют стаи трески, чайки, тюлени и даже киты. При сильном ветре волны выбрасывают нерестовую мойву на берег: на Дальнем Востоке береговая полоса иногда на протяжении многих километров бывает покрыта слоем выброшенной прибоем мойвы.
Нерестилища располагаются на песчаных грунтах, на отмелях и банках почти от уреза воды. Плодовитость 1,5—60 тыс. икринок; икра донная, прилипающая. Икринки светло-жёлтые, диаметром 0,5—1,2 мм. Вылупление личинок происходит через 55 суток при температуре воды 0°С и через 8 суток при 12 °С; течение сносит их в открытое море. Отнерестившаяся мойва вновь отходит в открытое море. Нерест обычно 1, редко 2 раза в жизни; много мойвы после нереста гибнет. Созревает мойва в 2—3 года; самцы на год позже самок.

## Витамины и минералы
Мойва содержит :

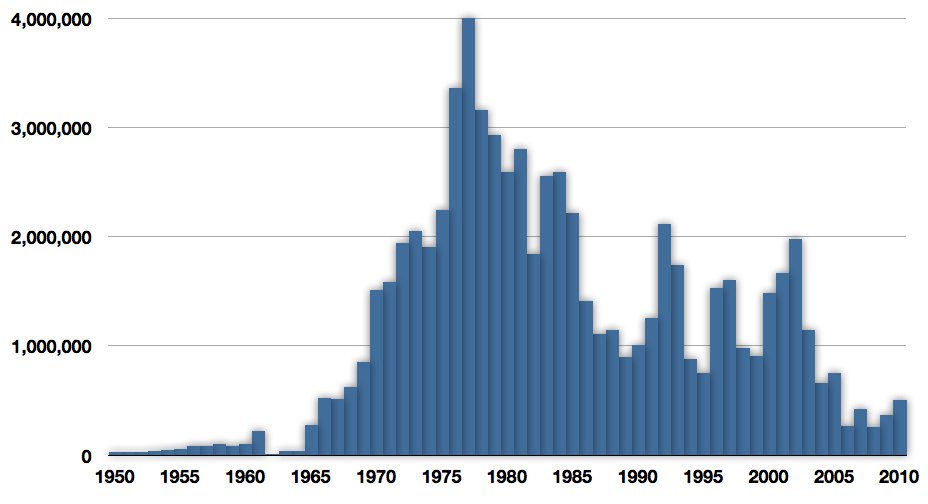
Мировые уловы мойвы в 1950—2010 гг.(тонн)

- витамины A, B (по содержанию превосходит мясо), D.
- селен (по содержанию превосходит мясо), йод, фтор, кальций, фосфор, натрий, бром, калий.
- полиненасыщенные жирные кислоты омега-3.
- аминокислоты метионин, цистеин, треонин и лизин.
- белки (протеины) - до 23% массы, которые легко усваиваются.[источник не указан 2448 дней]

## Лечебные показания
Легкая усвояемость белков мойвы после варки и жарки. Постоянное включение в меню мойвы обеспечивает организм необходимым количеством природного йода, необходимого для нормальной работы щитовидной железы. Мойву советуют включать в рацион при лечении заболеваний сердечно-сосудистой системы, инфаркта миокарда, гипертонии. Как показывают исследования, насыщенные жирные кислоты мойвы способствуют уменьшению холестерина в крови и исчезновению бляшек на стенках сосудов. Низкая калорийность мойвы (150 ккал / 100 г) делает ее незаменимым диетическим продуктом.

## Противопоказания употребления
Противопоказания касаются копченой мойвы, которая содержит в себе канцерогены. При копчении довольно часто сохраняются опасные для человеческого здоровья паразиты. Частое употребление этого продукта способно спровоцировать развитие многих опасных заболеваний.

## Хозяйственное значение
Промысловая рыба. Запасы мойвы довольно велики, и в некоторые годы её добывали свыше 4-х млн тонн.. Для любительского лова на Дальнем востоке России разрешенная снасть - сачок. Лов ведётся в ночное время в полосе прибоя. В 2005—2009 годах промышленные уловы мойвы колебались от 269 до 750 тыс. тонн. В 2012 году мировые уловы мойвы превысили 1 млн тонн. Наибольшие размеры мойвы в промысловых уловах 11—19 см, возраст 1—3 года.